# Corbera d'Ebre
Corbera d'Ebre è un comune spagnolo di 1 050 abitanti situato nella comunità autonoma della Catalogna.

## Altri progetti

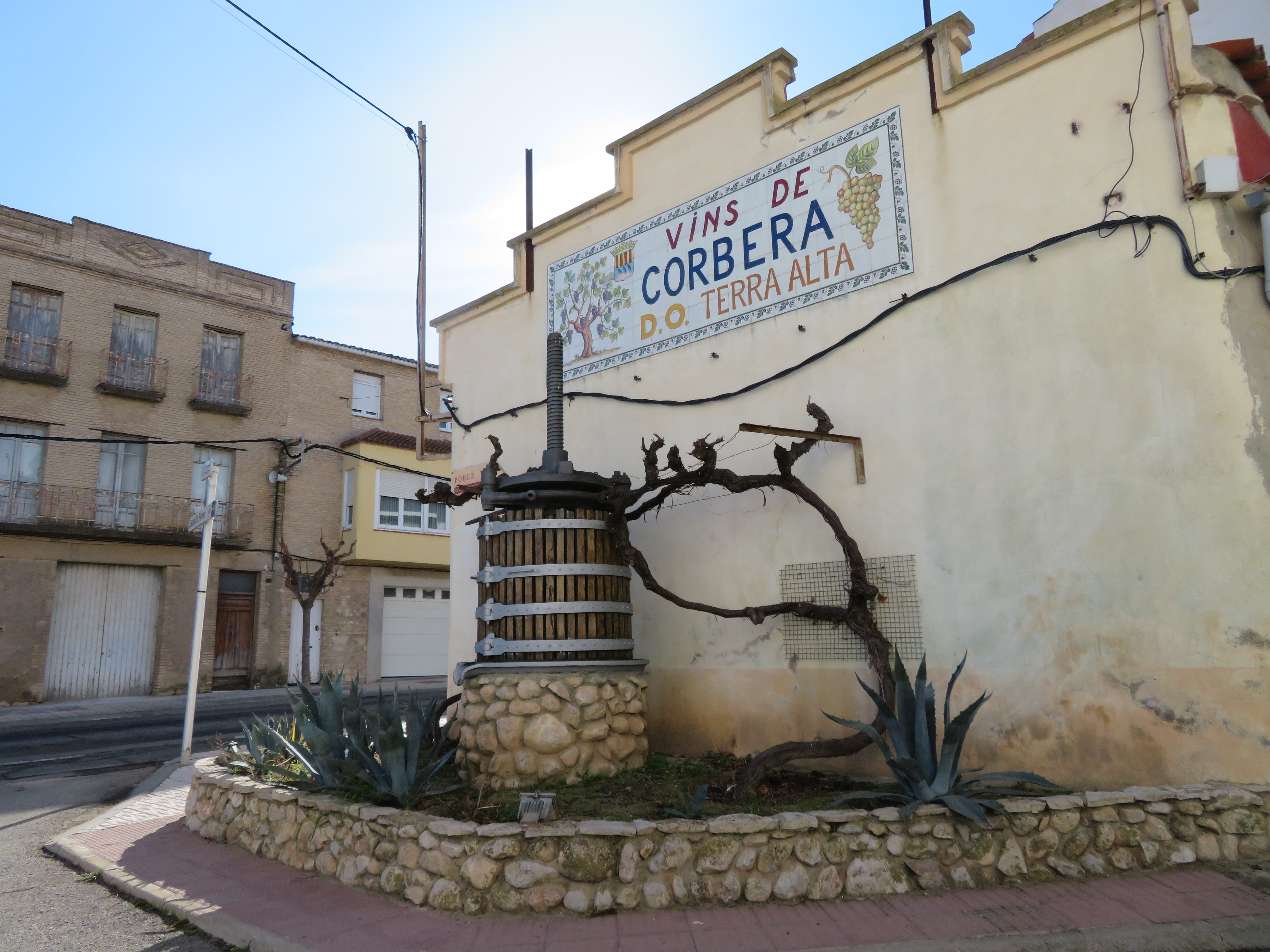
Corbera d'Ebre

## Collegamenti esterni

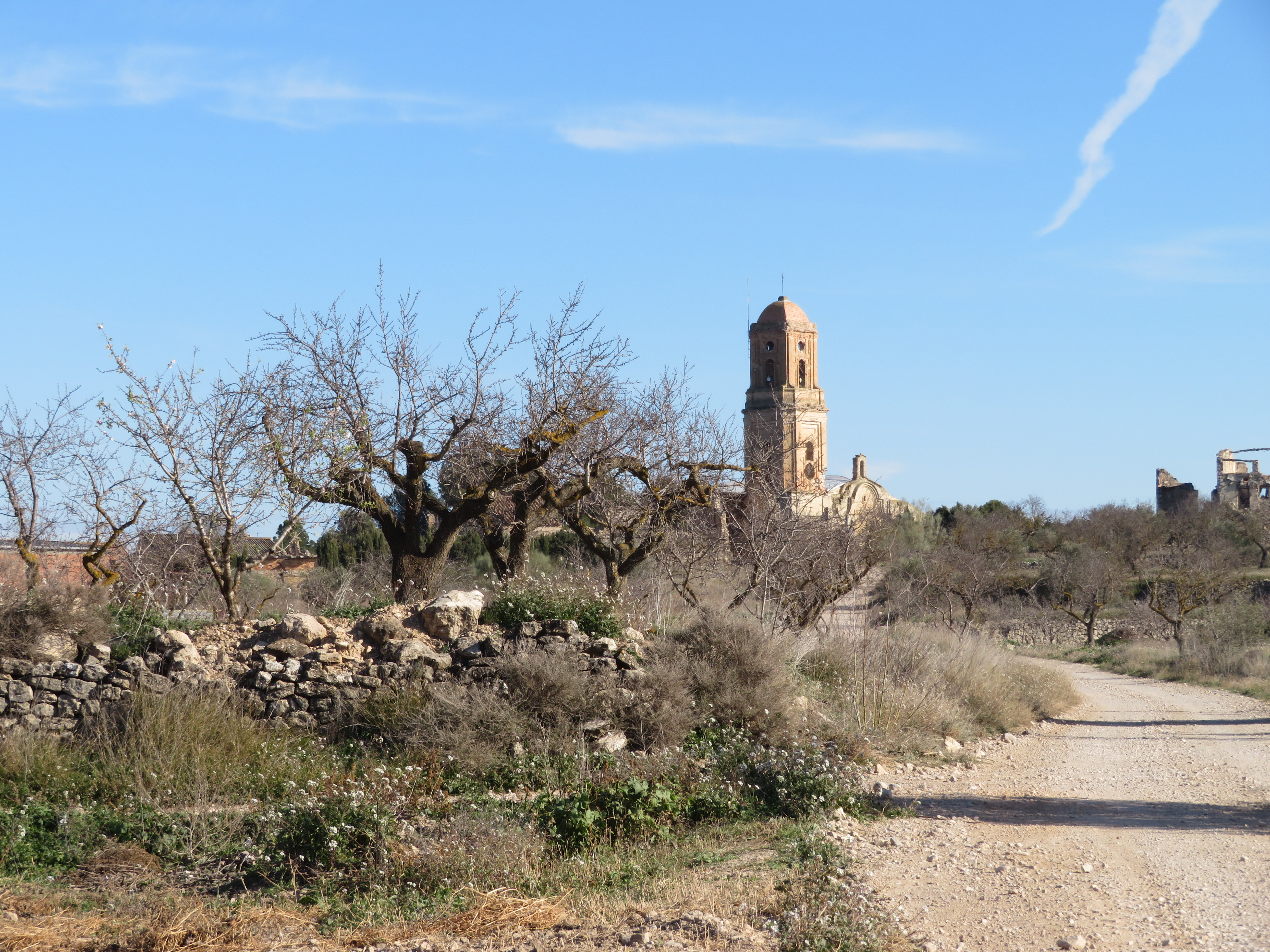
Corbera d'Ebre